# Kotjärnen (Silbodals socken, Värmland)
Kotjärnen är en sjö i Årjängs kommun i Värmland och ingår i Göta älvs huvudavrinningsområde. Sjön är 10,2 meter djup, har en yta på 0,016 kvadratkilometer och är belägen 268 meter över havet.